# CD Universe
CD Universe.com è un sito e-commerce specializzato nella vendita di CD, musica digitale, film e videogiochi. Fu creato nel 1996 da Charles Beilman (che ne è l'amministratore delegato) a Wallingford (Connecticut), ove è ancora operante. Il sito offre più di 500.000 prodotti fisici e circa 3 milioni di canzoni scaricabili.

## Storia
Fondato nel 1996, Charles Beilman vendette CD Universe alla eUniverse (oggi Intermix Media) nel 1999, per poi riacquistarlo nell'ottobre del 2000.
Nel 2009 CD Universe iniziò a vendere musica digitale in formato mp3, senza limitazioni DRM grazie alla loro collaborazione con la Neurotic Media. Si trova al 288º posto nella lista di webshop stilata dalla rivista Internet Retailer.